# Море Пены
Мо́ре Пе́ны (лат. Mare Spumans) — лунное море на видимой стороне Луны. Имеет 139 километров в диаметре. Было включено в первую официальную номенклатуру объектов на поверхности Луны Международного Астрономического союза, изданную Благг и Мюллером в 1935 году. Расположено в юго-восточной части видимой стороны к востоку от моря Изобилия и к юго-западу от моря Волн. В то время, как окружающий море Пены бассейн был сформирован в Нектарский период, само оно сформировалось несколько позже, в Позднеимбрийский период. На западном (правом) краю моря находится кратер Пти (до 1976 года — сателлитный кратер Аполлоний W).